# سونغ أوي يانغ
سونغ أوي يانغ (هانغل: 송의영; هانجا: 宋义勇)؛ (9 نوفمبر 1993) هو لاعب كرة قدم سنغافوري محترف يلعب في مركز خط الوسط لنادي سلاغور ومنتخب سنغافورة.

## روابط خارجية
- سونغ أوي يانغ على موقع قاعدة بيانات كرة القدم.إي يو (الإنجليزية)
- سونغ أوي يانغ على موقع ناشيونال فوتبول تيمز (الإنجليزية)
- سونغ أوي يانغ على موقع Soccerway.com (الإنجليزية)